# Hector a boldogság nyomában
A Hector a boldogság nyomában 2014-ben bemutatott film, amelyet Peter Chelsom rendezett, és ő volt az egyik forgatókönyvíró is. A főszerepben Simon Pegg látható, a mellékszerepekben Toni Collette, Rosamund Pike, Stellan Skarsgård, Christopher Plummer és Jean Reno. A film hossza 120 perc.

## Cselekmény
Hector pszichiáter, nagy türelemmel kezeli a betegeit. Kielégítő élete van. Bonyodalmaktól mentes, egyszerű élet ez. Pont, ahogy szereti. A kiszámítható mindennapok nagy örömére szolgálnak. Ennek biztosítása érdekében a barátnője, Clara segít. A hibákat rendre gyorsan orvosolják.
Hector mégis úgy dönt, hogy egy időre elutazik, a boldogság okát akarja kutatni. Kínába megy, ahol felkarolja őt egy gazdag bankár, elviszi bulizni, ahol Hector megismerkedik egy csodaszép fiatal nővel, a hotelszobában folytatják a csevegést. A nő le akar feküdni Hector-al, de ő elalszik. Másnap megígérik egymásnak, hogy újra találkoznak. Így is lesz, de a nő titokzatossá válik, kiderül róla, hogy prostituált, a bankár fizette be Hector-t egy menetre, és most a nőt a stricije elszállította, így elválnak az utjaik. Hector szomorú lesz, de így legalább a céljára összpontosíthat. Elmegy a hegyekbe, ahol találkozik egy öregemberrel, jót beszélgetnek a boldogságról.
Hector ezután Afrikába megy, ahol önkéntes munkát fog végezni az orvos barátjánál. De elrabolják és bezárják, Hector nagy kínokon megy keresztül. Szerencséjére még az incidens előtt megismert egy alvilági figurát, aki nagyon befolyásos, a támadói a neve hallatára elengedik Hector-t. Visszatér a lakhelyére és örömében táncra perdül.
Aztán Hector Los Angelesbe utazik, ahol találkozik a régi szerelmével, aki azóta már mást szeret és gyerekei is születtek. De jól kijönnek, együtt kezdik el kutatni a boldogság okát. Eközben Hector és Clara kapcsolata válságosra fordul, úgy néz ki, hogy szétmennek. De Hector rájön, hogy akkor a legboldogtalanabb, ha Clara nem lehet az övé, és akkor a legboldogabb, ha együtt lehet a nővel. Ezt Clara-nak is elmondja, újra szent a béke. Hector csapot-papot ott hagy, és hazautazik Clara-hoz, akivel összeházasodnak.

## Szereplők
| Szerep             | Színész             | Magyar hang    |
| ------------------ | ------------------- | -------------- |
| Hector             | Simon Pegg          | Görög László   |
| Agnes              | Toni Collette       | Spilák Klára   |
| Clara              | Rosamund Pike       | Gubás Gabi     |
| Edward             | Stellan Skarsgård   | Csankó Zoltán  |
| Diego Baresco      | Jean Reno           | Szilágyi Tibor |
| Michael            | Barry Atsma         | Fekete Ernő    |
| Ying Li            | Ming Zhao           | Kurta Niké     |
| Coreman professzor | Christopher Plummer | Fodor Tamás    |